# Johann Österreicher
Johann Österreicher (Pfaffstätten, 22 januari 1936) is een Oostenrijks componist, dirigent, organist, pianist en trombonist.

## Levensloop
Österreicher ontdekte al in jonge jaren zijn liefde voor muziek en vreugde aan het musiceren. Hij kreeg als klein jongetje lessen voor viool en piano en later ook voor orgel en trombone. Op twaalfjarige leeftijd schreef hij eenvoudige kleine stukjes en later ook dansstukken, koralen en liederen. Österreicher vond een baan bij het Oostenrijkse spoorwegbedrijf als leider van de vaardienst. Naast zijn beroep studeerde hij muziektheorie en aan het conservatorium van de Aartsdiocees Wenen en maakte naar cursussen bij de blaasmuziekfederatie van de Oostenrijkse deelstaat Neder-Oostenrijk het diploma als dirigent. Samen met anderen richtte hij in 1970 een muziekschool op.
Van 1968 tot 2000 was hij dirigent van de Spoorwegen-muziekkapel in Zuid-Wenen alsook van de Badener Stadtmusik (1976-1997). In 1987 werd hij tot "Professor" benoemd.
Als componist schreef hij kerkmuziek en werken voor blaasmuziek. 

## Composities

### Werken voor harmonieorkest
- 1975 Der kleine Winnetou, Western-suite
- 1979 Heiligenkreuzer Rhapsodie
- 1982 Festlicher Tag
- 1984 Der gestiefelte Kater, muzikaal sprookjesschets
- 1984 Deutsche Messe: „Lass uns Hoffnung leben, lass uns Hoffnung geben“ (Duitse mis)
- 1984 Turnier auf der Registerburg, fantasie
- 1984 Wer will mit uns marschieren
- 1985 Die Launen des lieben Augustin
- 1986 Capriccio in F majeur (Der Gom und die Elfen)
- 1987 Ständchen, voor flügelhorn, tenorhoorn en harmonieorkest
- 1991 Ostarrichi, Rondo festivo
- A. Hofmann-Jubiläums-Marsch
- Aber dann, aber dann spielt die Blasmusik, polka
- Allzeit für Österreich, mars
- Amaris (Alle Sehnsucht dieser Erde), serenade
- Apollo-Marsch
- Auf’m Heferlberg, mars
- Badener Kipferl-Marsch
- Beim alten Kircherl, polka
- Beim Großheurigen in Pfaffstätten, wals
- Berni’s Polka, polka voor tenorhoorn solo en harmonieorkest
- Die Silberbraut, wals
- Dreh dich mein Mädel, wals

- Drum gib’ uns deine Hand, mars
- Durch den Wienerwald, mars
- Eisenbahner – Parade, mars
- Fanfare – Ö-1000
- Favoritner – Polka
- Festfanfare 500 Jahre Stadt Baden
- Franz-Bauer-Teussl-Marsch
- Frühlings-Ouverture
- Geburtstagsgruß, mars
- Gocart-Ralley, dixie-mars
- Grand Tambouro, ouverture
- Große Fanfare
- Hast rote Wangen, polka
- Herzbinkerl-Polka
- In alter Frische, mars
- In vino veritas, mars
- Jumbo’s Freunde, polka
- Marcato brillante
- Marcia solemnis, processiemars
- Marsch der Jugend, mars
- Meiner lieben Österreicherin, concertwals
- Mr. Drum & Little Drummer, voor 2 kleine trommen (solo) en harmonieorkest
- Pfaffstätten grüßt Wien, mars

- Pfaffstättner Festmusik, suite
- Pfaffstättner-Heurigen-Marsch
- Pfaffstättner Polka
- Pfaffstättner Turner-Marsch
- Posaunen heraus, mars
- Powidl-Polka
- Pußta Mädel, mars
- Salto fortissimo, galop
- Schönes Baden, mars
- Schwäbische Reise, mars
- Servus Leopold, mars
- So ein Leshahn’l, mars
- Souvenir pour Olga, wals
- St. Jodok, processie- en feestmars
- Steckenpferdparade, mars
- Südbahner-Marsch
- Sunnyboy, mars
- Theater – Marsch
- Treu dem Dirigenten, mars
- Verliebter Torero
- Wildschwein-Galopp, galop
- Wir sind die Blasmusik, samba
- Zur Weihe des Hauses, voor gemengd koor en harmonieorkest

### Kamermuziek
- Fest in Leesdorf, voor kwartet
- In memoriam Erich, voor blazersseptet
- Österreich – Fanfare, voor koperkwintet
- Sati(e)risch-heitere Suite für 5 Musikanten, blaaskwintet
- Weihnachtsruf, voor kwartet

### Pedagogische werken
- Neue Stücke für junge Musikanten
- Wir stimmen! Stimmen wir?